# Paepalanthus revolutus
Paepalanthus revolutus är en gräsväxtart som beskrevs av Nancy Hensold. Paepalanthus revolutus ingår i släktet Paepalanthus och familjen Eriocaulaceae. Inga underarter finns listade i Catalogue of Life.